# NGC 1213

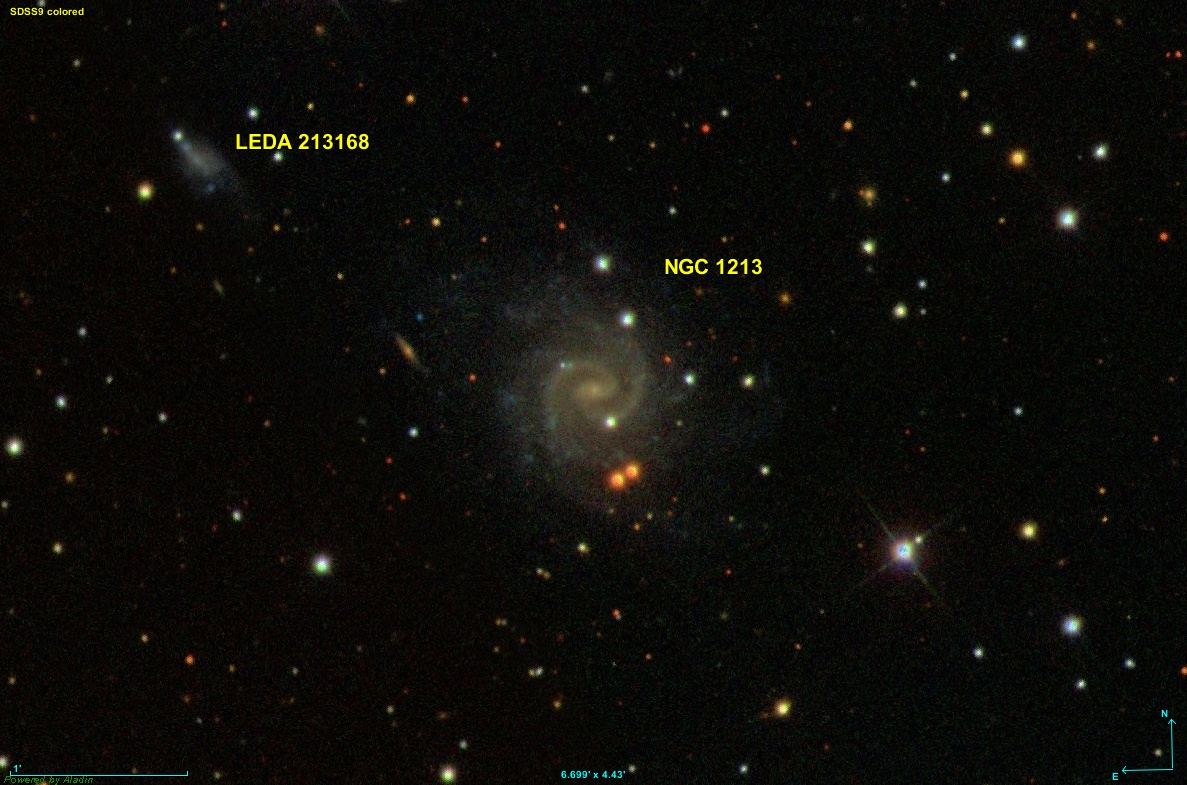
NGC 1213 (Sloan Digital Sky Survey)

NGC 1213 es una galaxia espiral localizada en la constelación de Perseo. Tiene brillo muy tenue, su magnitud aparente es 15,0. Debido su bajo brillo superficial (15,4 mag/arcsec2) es un objeto NGC muy difícil de observar.
Fue descubierta el 14 de octubre de 1884 por Lewis Swift.